# Christy Brown (peintre)
Pour les articles homonymes, voir Christy Brown et Brown.
Christy Brown est un artiste-peintre et un poète irlandais né à Dublin le 5 juin 1932 et décédé le 6 septembre 1981 (ou 7 septembre suivant les sources).

## Biographie
Né à Dublin, il est issu d'une famille catholique de 13 enfants (13 survivants sur 22 naissances, dont la sienne qui mit la santé de sa mère en danger). Atteint de paralysie cérébrale, il ne pouvait faire aucun mouvement. Les médecins le croyaient mentalement en retard également. Cependant, sa mère ne cessait de lui parler, travaillant avec lui et tentant de l'instruire.
C'est en observant une de ses sœurs qui s'amusait avec une craie qu'il voulut jouer aussi et prit la craie entre les orteils de son pied gauche. Puis il reproduisit les lettres de l'alphabet que sa mère lui enseignait, toujours avec son pied gauche. C'est ainsi qu'il apprit à écrire à l'âge de 7 ans. Il apprit à épeler les mots ainsi qu'à lire. Plus tard, ses frères lui fabriquèrent une voiturette dans laquelle ils l'emmenèrent à la découverte du monde extérieur, en l'incluant le plus possible dans leurs activités. Mais c'est lorsque ce moyen de transport se brisa, il avait alors 10 ans, qu'il prit conscience de son handicap. Malgré le remplacement de cette voiturette, il ne sortit vraiment de sa dépression qu'en se mettant à peindre.
Après avoir gagné un concours à l'occasion d'une exposition locale de peinture, il retombe en dépression à l'âge adolescent. Mais Katrina Delahunt, dont il s'éprit, l'emmena en pèlerinage à Lourdes et là, Christy se rendit compte qu'il n'était pas le seul à souffrir ; dès lors, il parvint à mieux accepter son handicap et cela l'aida à s'intégrer un peu dans son entourage.
Alors qu'il était encore adolescent, sa famille mit tout en œuvre pour qu'il puisse suivre ses exercices de physiothérapie, notamment en lui procurant un espace qui lui était totalement consacré. Après avoir rendu visite à une spécialiste à Londres qui lui conseilla de faire de la rééducation sur tout le corps et non seulement de son pied gauche, il se renferma à nouveau. Mais il tomba amoureux une nouvelle fois et sortit de cette nouvelle dépression.
Il dicta sa première autobiographie à l'un de ses frères et, quatre ans plus tard, il en écrivit une seconde à l'aide du docteur Collins, médecin de famille.
Dans sa biographie, Christy Brown décrivit son pèlerinage à Lourdes ainsi que ses attaches, passions et son admiration pour ses médecins et professeurs, ses frustrations aussi.
Sa biographie My Left Foot, fut adaptée ensuite en roman et devint un livre à succès international traduit en 14 langues et enfin un film.
Il se maria avec Mary Carr le 5 octobre 1972, avec qui il s'installe à Ballyheigue. Puis ils emménagèrent dans le Somerset, à Parbrook, en Angleterre, où Christy Brown meurt en s'étouffant avec une côtelette d'agneau, âgé de 49 ans. Il est enterré au cimetière de Glasnevin, près de Dublin.

## Publications
- My Left Foot : autobiographie parue en juin 1955 chez Simon & Schuster  (ISBN 9997502663).
- Celui qui regardait passer les jours (Down All the Days) : paru en 1970  (ISBN 2020015730).
- Du pied gauche : traduction de My Left Foot parue en 1971 chez Robert Laffont  (ISBN 2221069080).
- Come Softly to My Wake : recueil de poèmes paru en 1971  (ISBN 043607091X).
- Background Music: Poems : recueil de poèmes paru en 1973.
- A Shadow on Summer : paru en 1974  (ISBN 0436070944).
- Wild Grow the Lilies : paru en 1976  (ISBN 0436070952).
- Of Snails And Skylarks : paru en 1978  (ISBN 0812825225).

## Dans la culture
- Le film My Left Foot de Jim Sheridan, sorti en 1989, huit ans après la mort de Brown, est adapté de ses ouvrages autobiographiques. Le rôle de Christy Brown est interprété par Daniel Day-Lewis qui décroche avec cette interprétation son premier Oscar du meilleur acteur. Le film connaît un succès mondial.
- Le groupe musical The Pogues rend hommage à Christy Brown dans une chanson intitulée Down All the Days en 1989 sur leur album Peace and Love.